# Возвращение реаниматора
«Возвращение реаниматора» — испанский фильм ужасов с элементами чёрной комедии 2003 года режиссёра Брайана Юзны, продолжение серии фильмов «Реаниматор», основанной на рассказе Говарда Лавкрафта «Герберт Уэст — реаниматор». Премьера фильма состоялась 4 апреля 2003 года.

## Сюжет
Герберт Уэст приговорён к заключению за причастность к смерти девушки-подростка от рук оживлённого им мертвеца и отбывает наказание в тюрьме последние 13 лет. Но  Уэст и в тюрьме фанатично продолжает свои эксперименты, но на сей раз уже только на крысах. После продолжительных экспериментов Уэст находит некую субстанцию, названную им наноплазм, которая покидает тело человека после смерти.
Вскоре в тюрьме появляется врач-практикант Говард Филлипс, заинтересованный экспериментами Уэста. Сделав Уэста своим ассистентом, Филлипс вместе с ним создаёт лабораторию в подвале тюрьмы, и они начинают проводить опыты над заключёнными. Но Уэст не знает, что Филлипс — брат той погибшей девочки, и юноша преследует свои собственные цели. Первоначальные опыты подтверждают теорию Уэста, и умершие люди оживают, к тому же обретая разум.
Тюремный надзиратель узнаёт об экспериментах учёных, и те вынуждены убить его, а затем реанимировать — но препарат даёт неожиданные эффекты, о которых Уэст и Филлипс не знали. Через некоторое время ситуация в лаборатории выходит из-под контроля, и тюрьма оказывается во власти толпы зомби, но сразу непонятно, кто из них жив, а кто мёртв. Пока охрана пытается уладить ситуацию, Уэсту удаётся украсть пропуск Филлипса и сбежать из тюрьмы.

## В ролях
| Актёр             | Роль                                     |
| ----------------- | ---------------------------------------- |
| Джейсон Бэрри     | Доктор Говард Филлипс                    |
| Джеффри Комбс     | Доктор Герберт Уэст                      |
| Симон Андро       | Уорден Брандо                            |
| Сантьяго Сегура   | Спидбол                                  |
| Эльса Патаки      | Лора Олни                                |
| Лоло Герреро      | Сержант Монко                            |
| Энрико Арче       | Кабрера                                  |
| Барбара Эльориета | Эмили Филлипс                            |
| Ракель Гриблер    | Медсестра Ванесса                        |
| Нико Байкас       | Зомби, просящий прощения у Божьей матери |

## Интересные факты
Имя персонажа Говарда Филлипса является отсылкой к автору оригинального рассказа «Герберт Уэст — Реаниматор» Говарду Филлипсу Лавкрафту, по мотивам которого и снята серия фильмов.